# Derek Jones
Derek Jones (Lake Forest, 5 de junho de 1984 – 21 de abril de 2020) foi um músico norte-americano que ficou conhecido como guitarrista do Falling in Reverse. Também foi o integrante de A Smile from the Trenches.

## Biografia
Derek Jones nasceu em Lake Forest na Califórnia, e viveu em Las Vegas. Ele juntou-se em 2008 a banda A Smile from the Trenches e teve apenas créditos em "A Smile from the Trenches EP", mais tarde, junto a banda lançou seu primeiro álbum chamado, Leave the Gambling for Vegas, através de DC Records, em 13 de outubro de 2009. Em 2010, A Smile from the Trenches anunciou a saída de Derek Jones. Em uma entrevista na Altsounds.com, foi anunciado que Jones se juntou a banda de Ronnie Radke, o Falling In Reverse. Com Falling in Reverse lançou o álbum The Drug In Me Is You em 2011.
Morreu no dia 21 de abril de 2020 aos 35 anos.

## Discografia
Com A Smile from the Trenches
- A Smile from the Trenches (EP) (2007)
- Leave the Gambling for Vegas (2009)

Com Falling in Reverse
- The Drug In Me Is You (2011)